# Паршин, Лев Александрович
Лев Алекса́ндрович Па́ршин (1 мая 1940 — 5 января 2015) — советский, российский дипломат. Чрезвычайный и полномочный посланник 2 класса (28 января 1993).
Окончил Московский полиграфический институт (1965) и Дипломатическую академию МИД СССР (1979).  С 19 июля 1993 по 17 декабря 1997 года — чрезвычайный и полномочный посол Российской Федерации в Нигерии.
Был женат, есть дочь.
Похоронен на Троекуровском кладбище Москвы.